# Karakol
Karakol (in kirghiso Каракол?), ex Prževal'sk (in russo Пржевальск?), è una città di circa 65 000 abitanti situata sull'estremità orientale del lago Ysyk-Köl in Kirghizistan, a circa 150 km dal confine Kirghizistan-Cina ed a 380 km dalla capitale Biškek. È la capitale amministrativa della regione di Ysyk-Köl. A nord, sull'autostrada A363, si trova Tup, ed a sud-ovest Jeti-Ögüz.

## Storia
Originariamente era un avamposto militare fondato il 1º luglio 1869, e crebbe nel XIX secolo dopo che gli esploratori arrivarono per mappare cime e valli che separavano il Kirghizistan dalla Cina. Nel 1880 la popolazione di Karakol subì un aumento grazie all'afflusso di Dungani, musulmani cinesi in fuga dalla guerra in Cina.
Nel 1888 l'esploratore russo Nikolaj Michajlovič Prževal'skij morì a Karakol di febbre tifoide, mentre si preparava ad una spedizione in Tibet. La città fu rinominata Prževal'sk in suo onore. Dopo le proteste locali, la città tornò al vecchio nome nel 1921, decisione ribaltata nel 1939 da Stalin per celebrare il centenario della nascita dell'esploratore. Karakol rimase quindi Prževal'sk fino al crollo dell'Unione Sovietica nel 1991.
Il vicino lago Ysyk-Köl fu usato dai militari russi come luogo di collaudo e prova per mezzi navali ed anfibi, ma soprattutto per i sommergibili, per la messa a punto di sistemi di propulsione e di guida.
La città ospitò quindi molti militari con le loro famiglie. Oggi Karakol e la regione circostante sono luogo turistico per i viaggiatori che visitano il vicino lago.

## Attrazioni

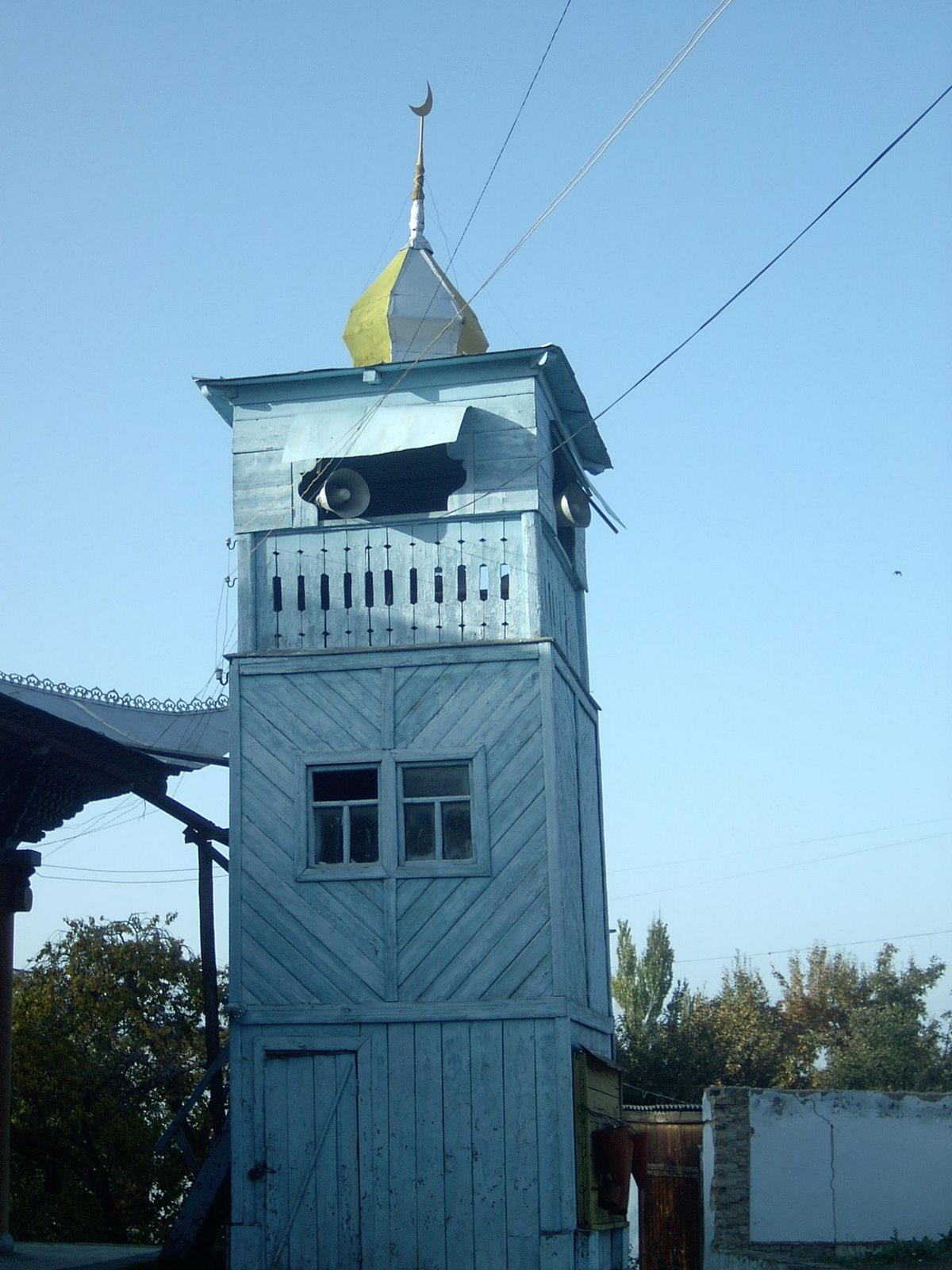
Il minareto della moschea Dungan

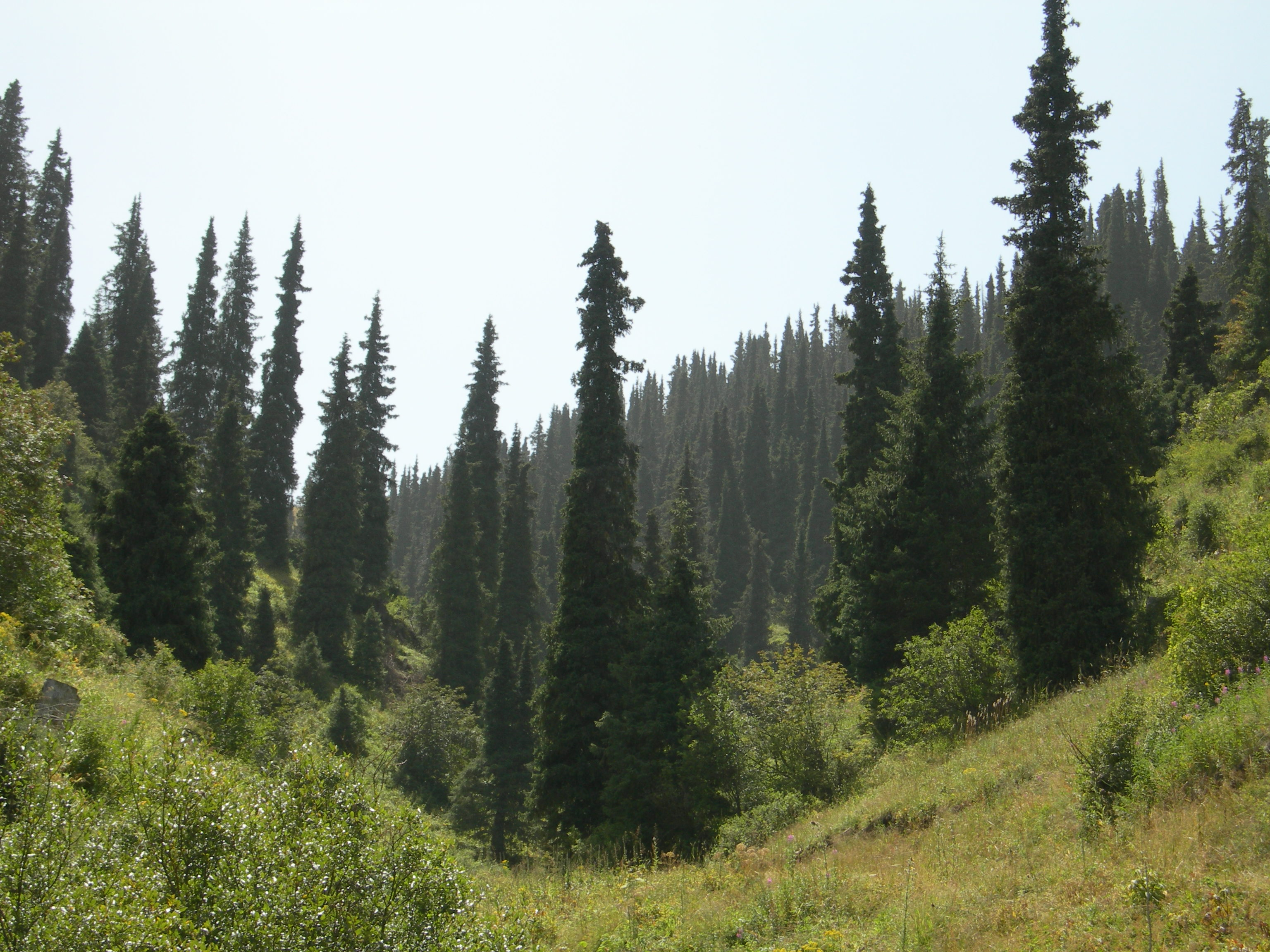
Gola di Karakol

Karakol è una delle principali destinazioni turistiche del Kirghizistan, buon punto di partenza per l'escursionismo, l'arrampicata e lo sci nel Tien Shan centrale.
La città stessa contiene numerosi luoghi di interesse turistico, come una bella moschea in legno costruita dagli artigiani cinesi per i Dungani locali tra il 1907 ed il 1910, completamente senza chiodi in metallo, ed una simile chiesa in legno della Chiesa ortodossa russa dedicata alla Santa Trinità, completata nel 1895 che fu usata come club degli ufficiali durante il regime sovietico. Il museo regionale, grazie a diverse sponsorizzazioni della vicina Miniera d'oro di Kumtor, espone incisioni rupestri dell'Ysyk-Köl, manufatti in bronzo della Scizia ed una breve storia dell'esplorazione geologica e minerale della regione. Il mercato della domenica è un luogo eccellente per ritrovare quanto rimane, cose e persone, della tradizionale cultura nomade rurale del luogo.
La tomba di Prževal'skij, un parco alla memoria ed un piccolo museo dedicato a questo e ad altri esploratori della zona, si trovano 9 km a nord di Karakol, a Pristan Prževal'skij.
Il territorio montano di Karakol è famoso tra gli sciatori e gli snowboarder provenienti dall'ex Unione Sovietica per i suoi particolari impianti sciistici e dotazioni relative.

## Amministrazione

### Gemellaggi
- Asheville
- Gebze